# Денискины рассказы (фильм)
«Дени́скины расска́зы» — советский художественный музыкальный телефильм по рассказам известного советского детского писателя В. Ю. Драгунского (1970).

## Сюжет
Состоит из 4 новелл:
- Ровно 25 кило
- Здоровая мысль
- Шляпа Гроссмейстера
- Двадцать лет под кроватью

## История
Музыкальный телефильм «Денискины рассказы» снят творческим телевизионным объединением «Экран» по сценарию Виктора Драгунского (режиссёр Владимир Храмов, оператор Юрий Журавлёв). Фильм вышел на экраны в 1970 году и стал одной из одиннадцати картин, снятых по одноимённому сборнику рассказов В. Драгунского. Съёмочный период составил около 8 месяцев.
В конкурсе на исполнителя главной роли Дениса Кораблёва участвовало несколько тысяч десятилетних мальчиков, было сделано 500 фотографий и 45 кинопроб. Победителем отбора стал сын священника Александра Меня Михаил, принявший решение об участии в конкурсе, несмотря на ироническое отношение родителей к его намерению и объяснение, что «сыну священника закрыта дорога во многие общественные институты». Узнав о социальном происхождении утверждённого на главную роль мальчика, режиссёр фильма Владимир Храмов консультировался в различных советских инстанциях, включая Комитет государственной безопасности, который после долгого рассмотрения дал разрешение на участие Михаила Меня в съёмках.
Роль друга Дениса Мишки в фильме исполнил Борис Мельников, параллельно участвовавший в съёмках короткометражной картины «Мушкетёры 4 „А“». Роли родителей Дениса исполнили Марианна Вертинская и Валентин Смирнитский, в картине участвовали также Пётр Щербаков, Юрий Никулин, Спартак Мишулин и др.

## В ролях
- Миша Мень — Дениска
- Боря Мельников — Мишка
- Гера Буянов
- Оля Авсеева
- Света Пинчук
- Андрей Боков
- Марианна Вертинская — Денискина мама
- Валентин Смирнитский — Денискин папа
- Людмила Иванова — Ефросинья Петровна
- Виктор Сергачёв — грустный клоун
- Вадим Захарченко — сосед Дениски из похожего дома
- Спартак Мишулин — ведущий на карнавале
- Виктор Тульчинский
- Вера и Любовь Ионовы
- Пётр Щербаков — милиционер
- Николай Парфёнов — отдыхающий на скамеечке в парке
- Зоя Смолянинова
- Юрий Никулин — камео, сосед Дениски из похожего дома

## Критика
Отмечая, что все лёгшие в основу ленты четыре новеллы «интересно истолкованы в духе телевизионного кинематографа», критик «Литературной газеты» Борис Костюковский относит к недостаткам фильма «растянутое начало, составляющее почти треть картины», увлечение режиссёра «карнавалом, эстрадными номерами, собственно не имеющими отношения к Дениске» и затрудняющими «вживание» зрителя в фильм.
По мнению критика, при этих недостатках «режиссёр сумел сохранить авторскую интонацию, проникнуть в мир героев… щедро разливающих вокруг себя доброту, улыбку», «уловить… своеобразную музыкальность авторского письма». К удачам фильма критик относит музыку Эдуарда Колмановского, актёрские работы Людмилы Ивановой (Евросинья Петровна), Николая Никитского («гроссмейстер»), Марианны Вертинской (мама Дениски) и Виктора Сергачёва (грустный клоун).
«С некоторыми оговорками» критик относит фильм к «редким удачам» телевизионного кинематографа.